# Kirche Apoș

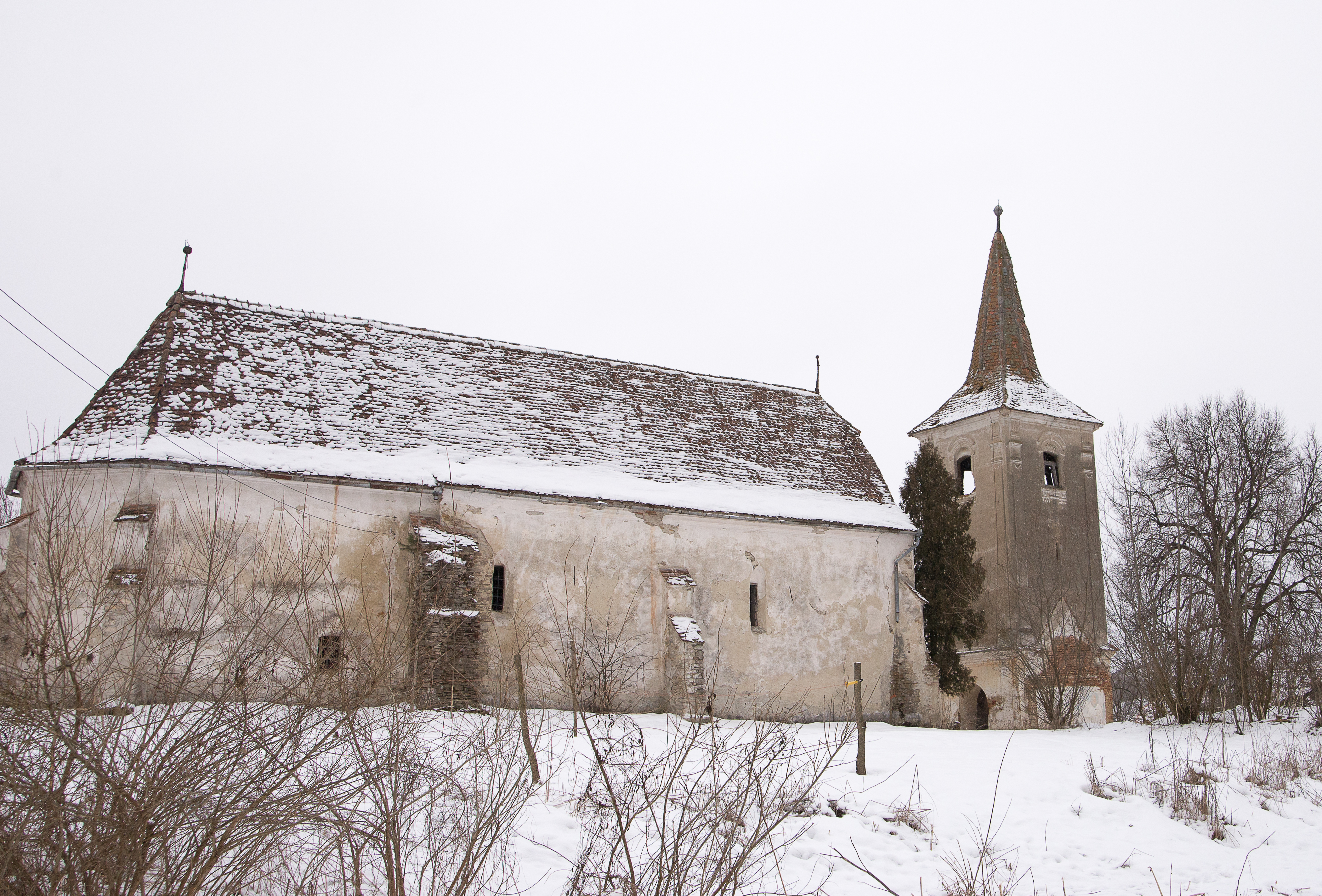
Kirche Abtsdorf

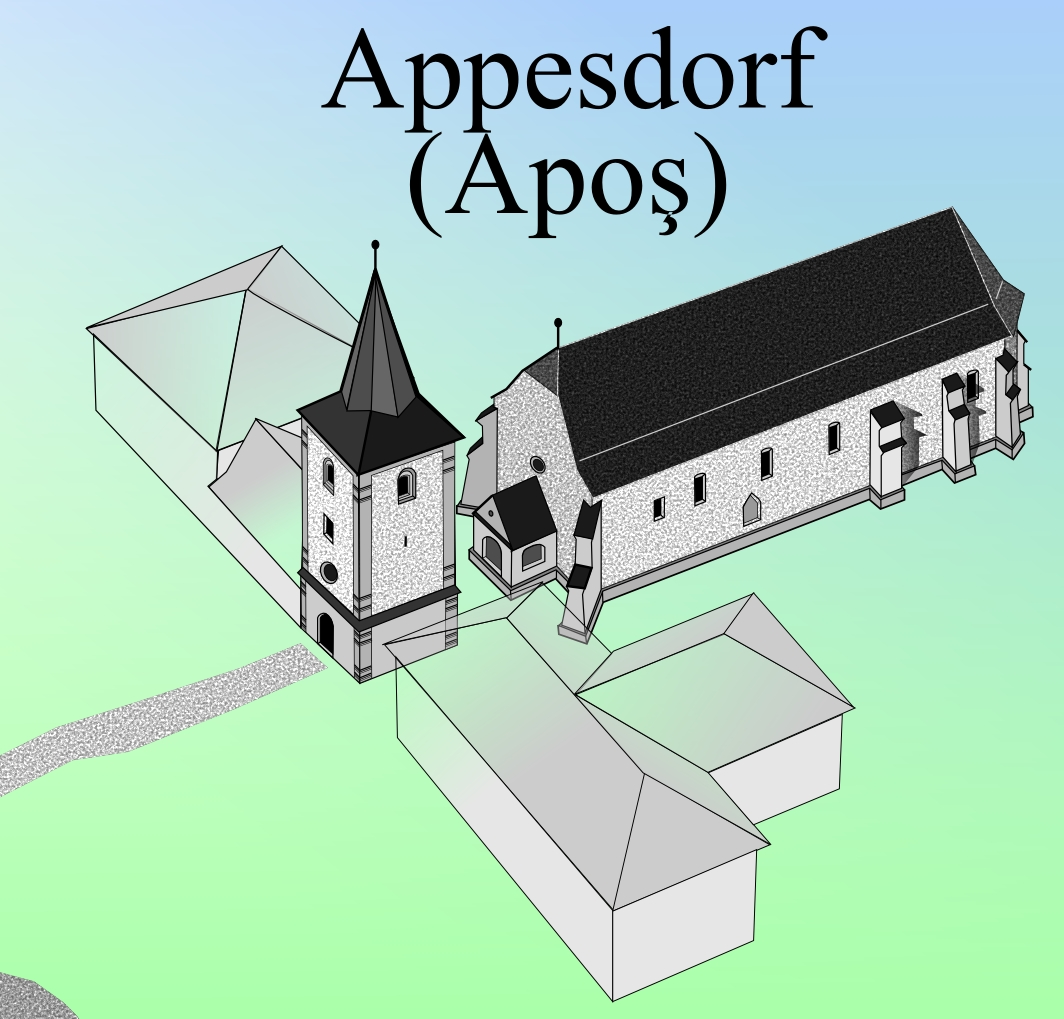
Schaubild

Die Evangelische Kirche Apoș (deutsch Abtsdorf) ist eine heute baufällige spätgotische Saalkirche in Apoș (Abtsdorf) im Kreis Sibiu.

## Geschichte
Das Dorf gehörte im Mittelalter dem Kloster Kerz und ging dann in Hermannstädter Besitz über. Angesichts der Hörigkeit und der damit verbundenen Armut der Gemeinde ist die Größe der Kirche beeindruckend. Möglicherweise geht der heute erhaltene Glockenturm, der eine datierte Pforte hat, auf einen Befestigungsturm zurück. Nach anderen Quellen stammt der Turm von 1799.
Nach der Abwanderung der deutschsprachigen evangelischen Bevölkerung wurde die Kirche nicht mehr genutzt. Der Verein „Villa Abbatis“ hat nach dem Erwerb des ehemaligen Pfarrhauses und mehrerer Grundstücke auch die Verwaltung der Kirche übernommen.

## Bauwerk
Die Gewölbetonne von 1765 mit Stichkappen lagert auf Wandpfeilern. Von außen ist die Kirche durch wenige Strebepfeiler gegliedert. Auf der Nordseite steht ein Glater, eine hölzerne Galerie, die sich auf der Westseite als Orgelempore fortsetzt. Die Orgel selbst wurde 2004 in die Kirchenburg Agnetheln versetzt, später nach  Petelea. Im Chor steht der 1898 aufgestellte Altar mit Gemälde von Carl Dörschlag.